# Fascino (film 1944)
Fascino (Cover Girl) è un film del 1944 diretto da Charles Vidor.
Il personaggio di Gene Kelly ritornerà diversi decenni più tardi in un altro film, ossia Xanadu del 1980.

## Trama
La ballerina Rusty Parker lavora nel night club del suo fidanzato Danny McGuire. Un giorno Rusty decide di partecipare al concorso per diventare la ragazza copertina di Vanity, il cui editore John Coudair anni prima aveva corteggiato la nonna della ragazza, Maribelle Hicks.
Indecisa se seguire la carriera di cover girl o lavorare ancora per Danny, Rusty decide di restare al night club, a condizione che sia il fidanzato a chiederglielo. Danny non vuole però intralciare i piani della ragazza e le dà un motivo per andarsene.
Rusty diventa col tempo una star di Broadway, alcolizzata e sul punto di sposare un uomo che non ama. Fino a che non decide di ripensarci.

## Riconoscimenti
Vince un Oscar per la colonna sonora (a Carmen Dragon e Morris Stoloff).